# 283455 Philipkrider
283455 Philipkrider este o planetă minoră (asteroid) din centura de asteroizi. A fost descoperită pe 22 martie 2001 la Observatorul Național Kitt Peak de Q56701817⁠(d). 
Obiectul prezintă o orbită caracterizată de o semiaxă mare de 2,7861348408829 UAi, o excentricitate de 0,19437518516397, o înclinație de 1,5681418853663 ° în raport cu ecliptica.